# Pyrrhorachis turgescens
Pyrrhorachis turgescens là một loài bướm đêm trong họ Geometridae.